# Nylanderia luteafra
Nylanderia luteafra is een mierensoort uit de onderfamilie van de schubmieren (Formicinae). De wetenschappelijke naam van de soort is voor het eerst geldig gepubliceerd in 2011 door LaPolla & Fisher.